# Dennis Berry
Dennis Charles Berry (Hollywood, 11 de agosto de 1944-París, 12 de junio de 2021) fue un cineasta, actor y guionista francoestadounidense, hijo del director John Berry. Inició su carrera como actor a mediados de la década de 1960 y sus últimos trabajos como director llegaron en el seriado de 2016 Mata Hari y en el filme Salvajes de 2019.
Falleció en París el 12 de junio de 2021 a los setenta y seis años.

## Filmografía destacada

### Actor y director
- La Collectionneuse (actor, 1967)
- Paulina s'en va (actor, 1969)
- Promise at Dawn (actor, 1970)
- Borsalino (actor, 1970)
- The Big Delirium (director, 1975)
- Chloé (director, 1996)
- Stargate SG-1 (director, 1997)
- Highlander: The Raven (director, 1998)
- Adventure Inc. (director, 2003)
- Mata Hari (director, 2016)
- Salvajes (director, 2019)